# Đurđica Bjedov
Đurđica „Đurđa” Bjedov (ur. 5 kwietnia 1947 w Splicie) – chorwacka pływaczka. W barwach Jugosławii dwukrotna medalistka olimpijska z Meksyku.

## Życiorys
W Meksyku niespodziewanie stawała na podium w rywalizacji żabkarek. Zwyciężyła na dystansie 100 metrów, była druga na 200 m. W 1987 została przyjęta do International Swimming Hall of Fame.
Jej córka, Anamarija Petričević, brała udział w IO 88.

## Starty olimpijskie
Meksyk 1968
- 100 m żabką –  złoto
- 200 m żabką –  srebro